# Amastus picata
Amastus picata là một loài bướm đêm thuộc phân họ Arctiinae, họ Erebidae.